# Zinaida Vengerova
Zinaida Vengerova (in russo Зинаида Венгерова?; Suomenlinna, 19 aprile 1867 – New York, 29 giugno 1941) è stata una critica letteraria e traduttrice russa.
Frequentò l'università in Russia, Francia e Inghilterra, venne soprannominata "ambasciatrice letteraria tra Oriente e Occidente". Le sue opere sul simbolismo francese influenzarono fortemente la prima generazione di simbolisti russi. 

## Biografia
Nacque il 19 aprile 1867 a Suomenlinna (Sveaborg) da Chonon Vengerov, banchiere e Pauline Wengeroff, famosa scrittrice. Ebbe quattro sorelle e due fratelli, tra cui il critico letterario e biografo Semën Afanas'evič Vengerov e la pianista Isabelle Vengerova. Crebbe a San Pietroburgo e terminò il ginnasio a Minsk nel 1881. Successivamente studiò letteratura a Vienna, e concluse i Corsi Bestuzhev (scuole superiori femminili) a San Pietroburgo, dal 1884 al 1887.
Trasferitasi a Parigi, seguì lezioni di letteratura alla Sorbona, dove conobbe e intraprese una lunga amicizia con Olga Petit, prima donna francese a diventare avvocato.
Nel 1925 sposò il poeta Nikolaj Maksimovič Minskij. Emigrò a Berlino, Parigi e Londra, dove visse con la sorella Isabelle. Dopo la morte del marito, avvenuta nel 1937, si trasferì a New York, dove morì nel 1941.

## Carriera
Pubblicò i suoi primi articoli sulle riviste Vestnik Evropy. Il primo, datato 1891, fu dedicato al poeta John Keats. Seguirono, negli anni successivi, altri articoli sugli scrittori dell'Europa occidentale e per quindici anni curò alcune rubriche relative alla letteratura straniera. Scrisse anche per le riviste Severnyj vestnik e Voskhod, oltre a diversi articoli sul Dizionario Enciclopedico Brockhaus ed Efron.
Nel periodo in cui visse a Londra, lavorò al British Museum e dal 1908 al 1912 si specializzò nella critica della letteratura russa. Nel 1917 tradusse il romanzo The Pale Horse di Boris Savinkov e la sua traduzione venne pubblicata a Londra e a Dublino. Vengerova è nota per le sue critiche al conservatorismo, come dimostrato dal suo approccio alla critica letteraria russa in mezzo ai nuovi movimenti letterari. 
Oltre a numerose traduzioni su parecchie riviste e editoriali dell'epoca, scrisse anche diversi saggi su noti personaggi letterari come Paul Verlaine, Arthur Rimbaud, Henrik Ibsen, Arthur Schnitzler, H. G. Wells, Ezra Pound e Gerhart Hauptmann. Queste opere vennero catalogate in due volumi dal titolo Литературные характеристики (Caratteristiche letterarie) dall'Università statale di San Pietroburgo nel 1897 e nel 1904.
Vengerova e suo marito furono molto attivi nei movimenti decadentista e simbolista russi, che celebravano il culto della bellezza e del godimento. Fu pioniera del decadimento inteso come "nuova arte" e studiò a fondo il simbolismo francese, realizzando l'opera Symbolist Poets in France nel 1892. 

## Opere principali
- Symbolist Poets in France (1892)
- Literary Characteristics (1897-1910)
- English Writers of the 19th Century (1913)
- English Futurists (Angliiskie Futuristy) (1915)
- Sobranīe sochinenīĭ